# Tympanon (Architektur)
Das Tympanon oder Tympanum (Plural Tympana; von altgriechisch τύμπανον týmpanon, ursprünglich ‚Handtrommel‘) ist in der Architektur eine Schmuckfläche in Giebeldreiecken oder im Bogenfeld von Portalen oder ganzen Gebäuden.

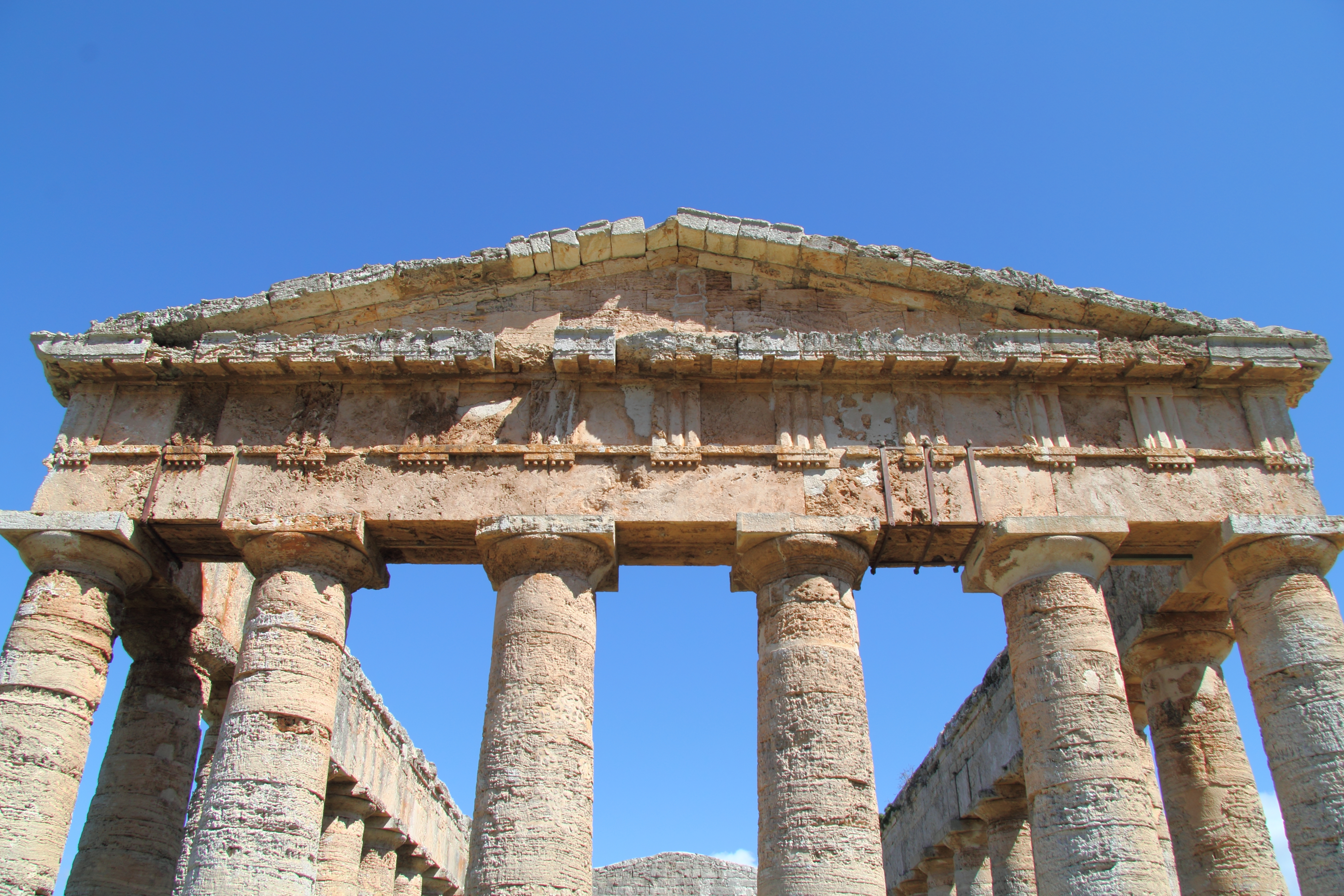
Tympanon auf dem Tempel von Segesta (Sizilien)

## Geschichte

### Antike

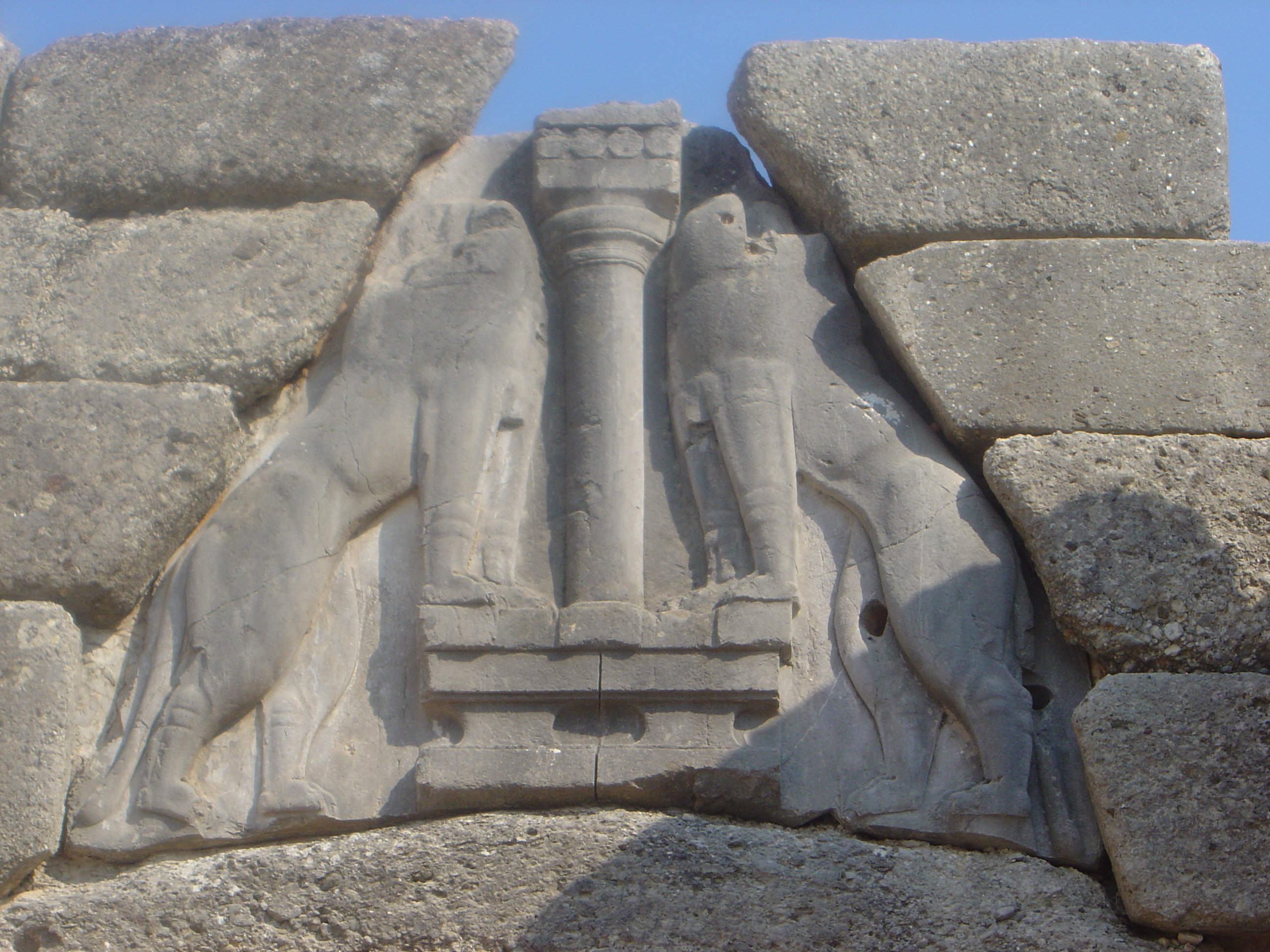
Tympanon am Löwentor in Mykene

In der antiken Architektur, insbesondere dem Tempelbau, ist das Tympanon die dreieckige Giebelfläche, die schon wegen ihrer Größe und Frontalität hervorgehoben war und mit figürlichem oder ornamentalem Dekor versehen wurde. Dieser Dekor besteht an griechischen Tempeln oft aus vollplastischen Figuren. Anfangs waren die Giebel mit mächtigen Reliefs gefüllt, wie etwa am bald nach 600 v. Chr. errichteten Artemistempel in Kerkyra, dessen Westgiebel mittig die Gorgo Medusa mit ihren Kindern, flankiert von Panthern einnimmt. Ganz in die Zwickel des Giebelfeldes verschoben finden kleinere Szenen ihre Darstellung, etwa ein Blitze schleudernder Zeus im Kampf gegen Giganten. Beinahe freiplastisch, aber immer noch von sich gegenüberstehenden Löwen geprägt ist auch der um 570 v. Chr. entstandene Giebelschmuck des ersten Ringhallentempels auf der Athener Akropolis, in dessen Zwickeln unter anderem Herakles gegen Triton kämpft. Nach der Mitte des 6. Jahrhunderts v. Chr. ändert sich das Kompositionsschema und die Tiergruppen werden nun ihrerseits in den Zwickel untergebracht, bevor sie ganz aus den Giebeln verschwinden. Die zentrale Komposition wird jetzt von Götterkämpfen oder aufgereihten Figurengruppen eingenommen. Die Wertschätzung, die man diesen Figurengiebeln entgegenbrachte, zeigt sich am Fund der Figuren des spätarchaischen Apollontempels in Delphi, dessen Giebelskulpturen nach der Zerstörung des Tempels im Jahr 373 v. Chr. regelrecht bestattet wurden. Als Thema der einzelnen Giebeldarstellungen tritt immer stärker der lokale Bezug hervor. So zeigt der Ostgiebel des Zeustempels in Olympia die Vorbereitungen für das Wagenrennen zwischen Pelops und Oinomaos, dem mythischen Herrscher des bei Olympia gelegenen Pisa; es ist der Ursprungsmythos des Heiligtums selbst, der hier an hervorgehobenster Position dargestellt wird. Und ähnlich verhält es sich mit der Geburt der Athena im Ostgiebel des Parthenon oder dem Streit um das attische Land zwischen Athena und Poseidon auf dessen Westseite. Am Giebel des jüngeren Kabirentempels in Samothrake aus dem späten 3. Jahrhundert v. Chr. schließlich wurde vermutlich eine rein lokale Kultsage des Heiligtums dargestellt, die von keinem übergeordneten Interesse für Griechenland war.
An römischen Tempeln treten die Giebelfiguren zugunsten eines Reliefs zurück oder die Giebelfelder bleiben schmuck- und figurenlos.

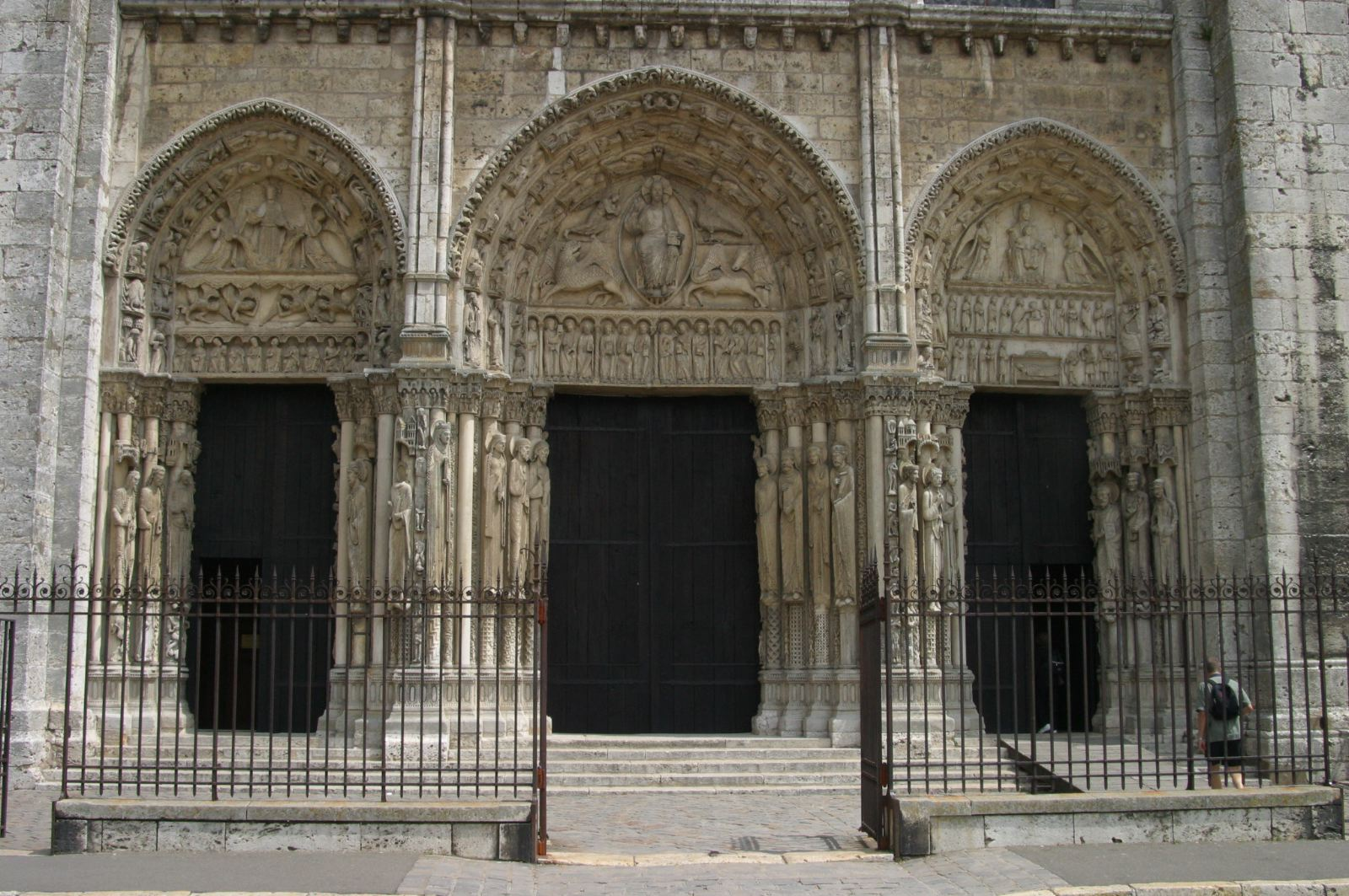
Westportale der Kathedrale von Chartres

### Mittelalter

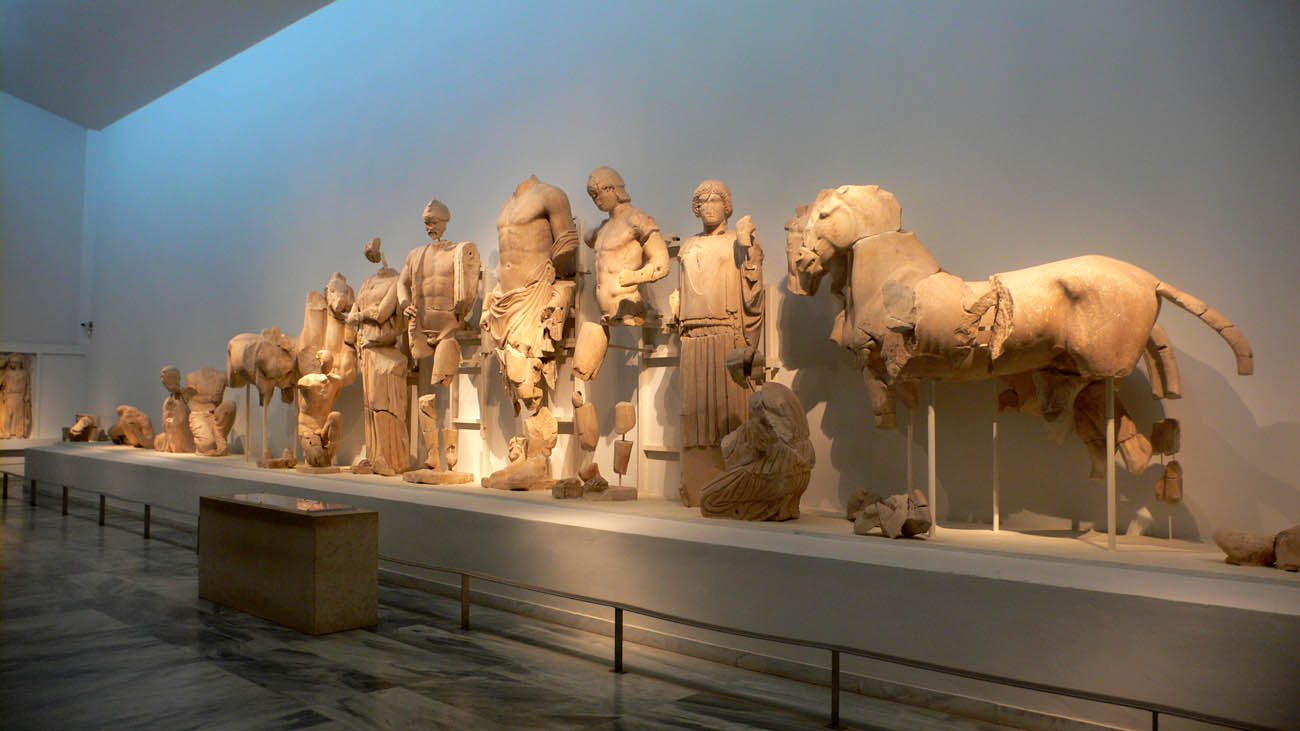
Figuren aus dem Ostgiebel des Zeustempels von Olympia

Im christlichen Kirchenbau befindet sich das Tympanon als halbkreis- oder spitzbogenförmiges Bogenfeld über den Portalen. Dieser Ort wird zum Schwerpunkt des bauplastischen Schmucks an den romanischen und gotischen Kirchen. Nach Vorläufern am Ende des 11. Jahrhunderts in Spanien entstehen in Südfrankreich schnell die ersten Höhepunkte der romanischen Reliefkunst an den Tympana von St.-Sernin in Toulouse (Porte Miègeville, um 1115), von St. Pierre in Moissac mit seiner visionären Ausdrucksmacht und seiner erregten Stilisierung, dann in Burgund: das riesige, bis auf minimale Fragmente zerstörte Tympanon von Cluny III, in dessen Nachfolge St. Madeleine in Vézelay mit einer Aussendung der Apostel, ebenfalls sehr bewegt in seinen Formen, sodann das von Autun mit den zierlicheren, seelenvolleren Figurationen in einem Jüngsten Gericht. Romanische Tympanonreliefs weisen überwiegend Majestas-Domini-Motive in einer von geflügelten Engeln getragenen bzw. von den vier Evangelisten oder deren Symbolfiguren begleiteten Mandorla oder Weltgerichtsdarstellungen auf. Ein beliebtes Bildschema bei kleineren Bildfeldern ist die von Heiligen (besonders Petrus und Paulus) flankierte Christusgestalt. An deutschen Tympana treten figürliche Darstellungen erst um 1230 mit dem Übergang von der Romanik zur Gotik auf. Herausragende frühe deutsche Tympana: Freiberg, Goldene Pforte (um 1230), Straßburger Münster, Südquerschiffportal (um 1230), Bamberger Dom, Fürstenportal (um 1230–1240). Bei gotischen Kirchen weitet sich das Themenspektrum weit aus, mariologische Darstellungen, wie die der Himmelfahrt Mariens oder der Marienkrönung treten hinzu (bevorzugt an Nordportalen), gegen Ende des Mittelalters auch biblische Geschehnisse und Heiligenlegenden, die Darstellungsweise wandelt sich entsprechend vom Symbolischen zum Narrativen, von den beherrschenden zentralen Bildmotiven hin zu einer Auflösung in streifenförmig angeordnete Bilderzählungen.

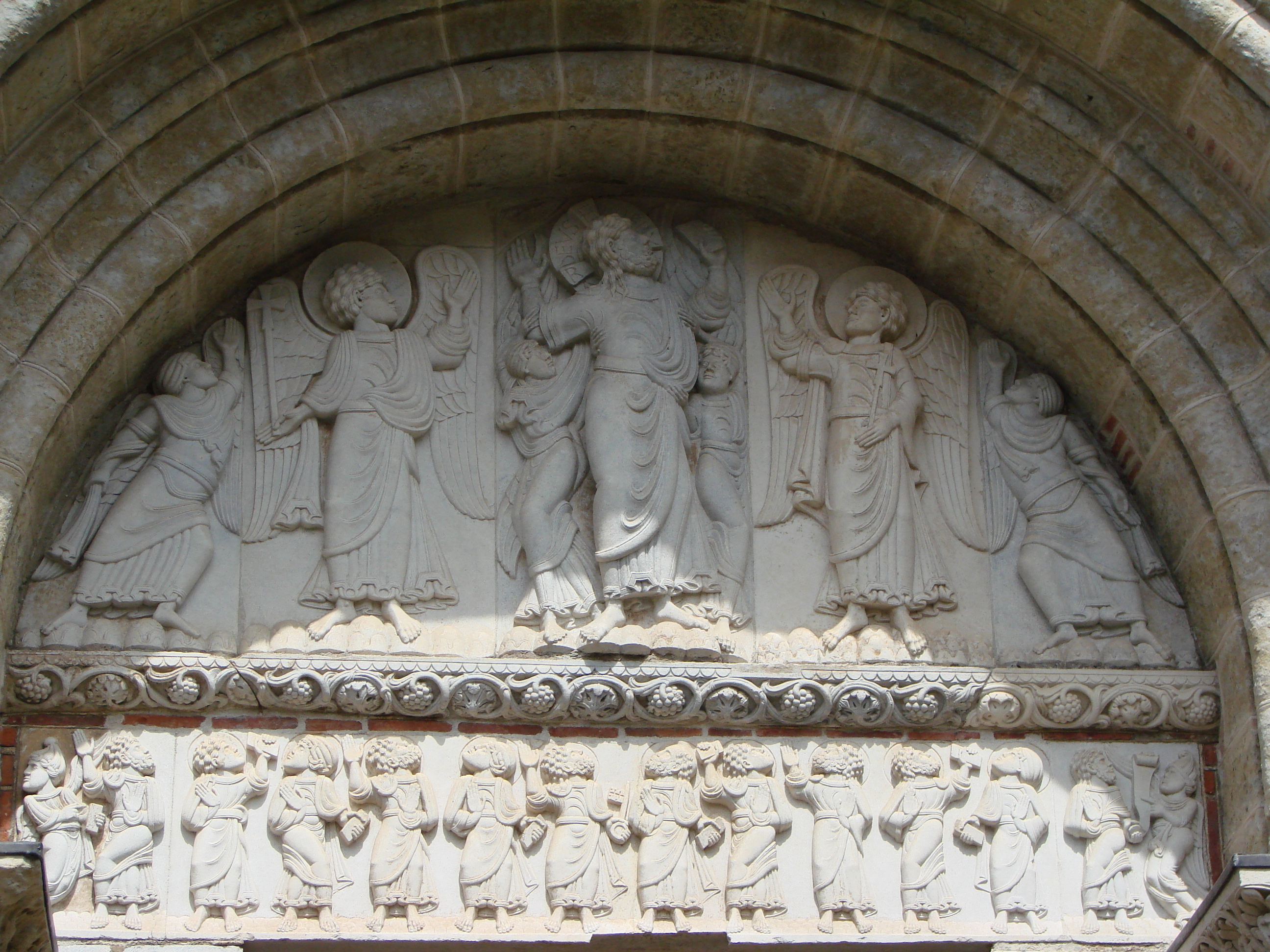
Toulouse, St.-Sernin, Porte Miègeville, um 1115
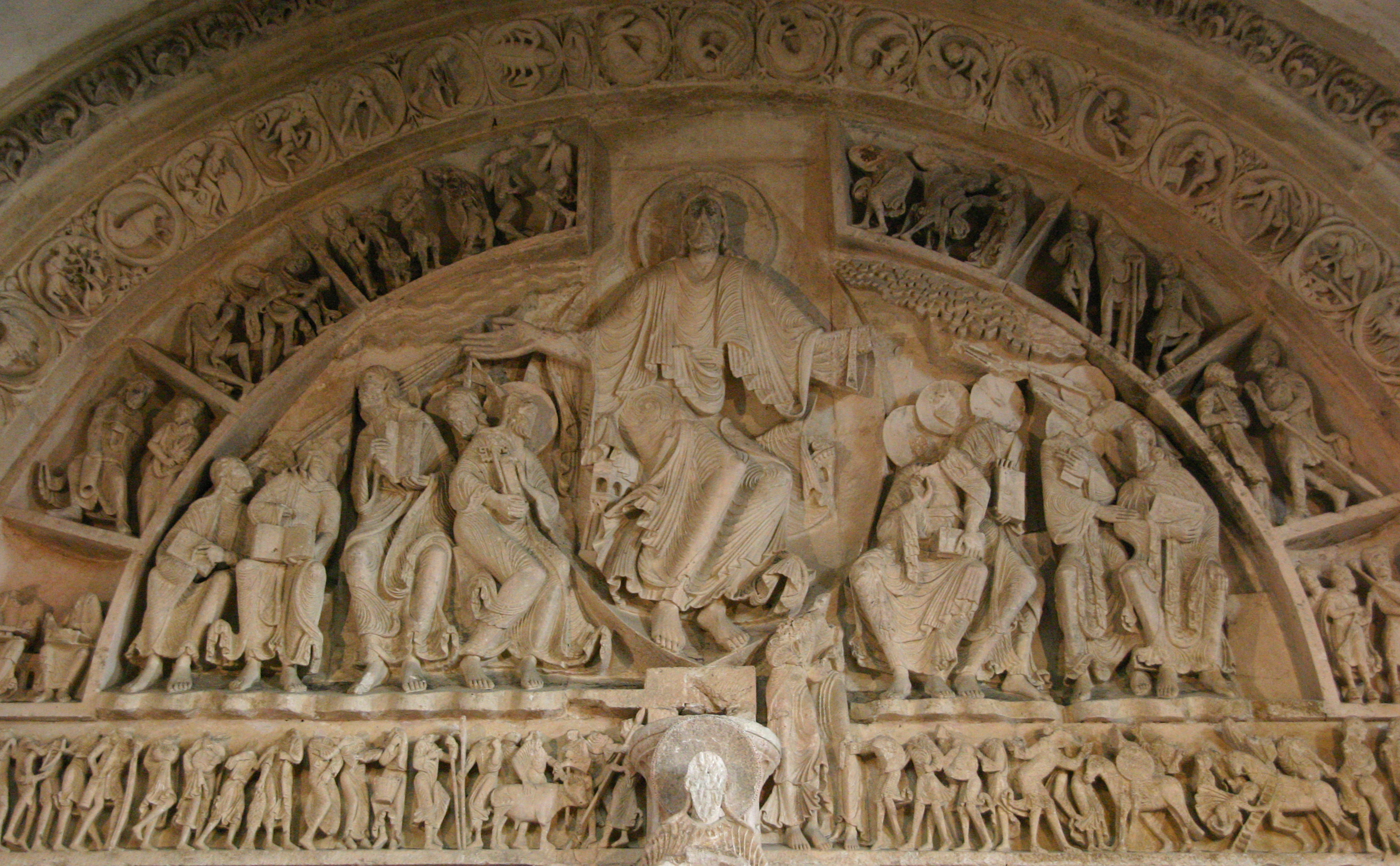
Vézelay, Sainte-Marie-Madeleine, Westportal, um 1130
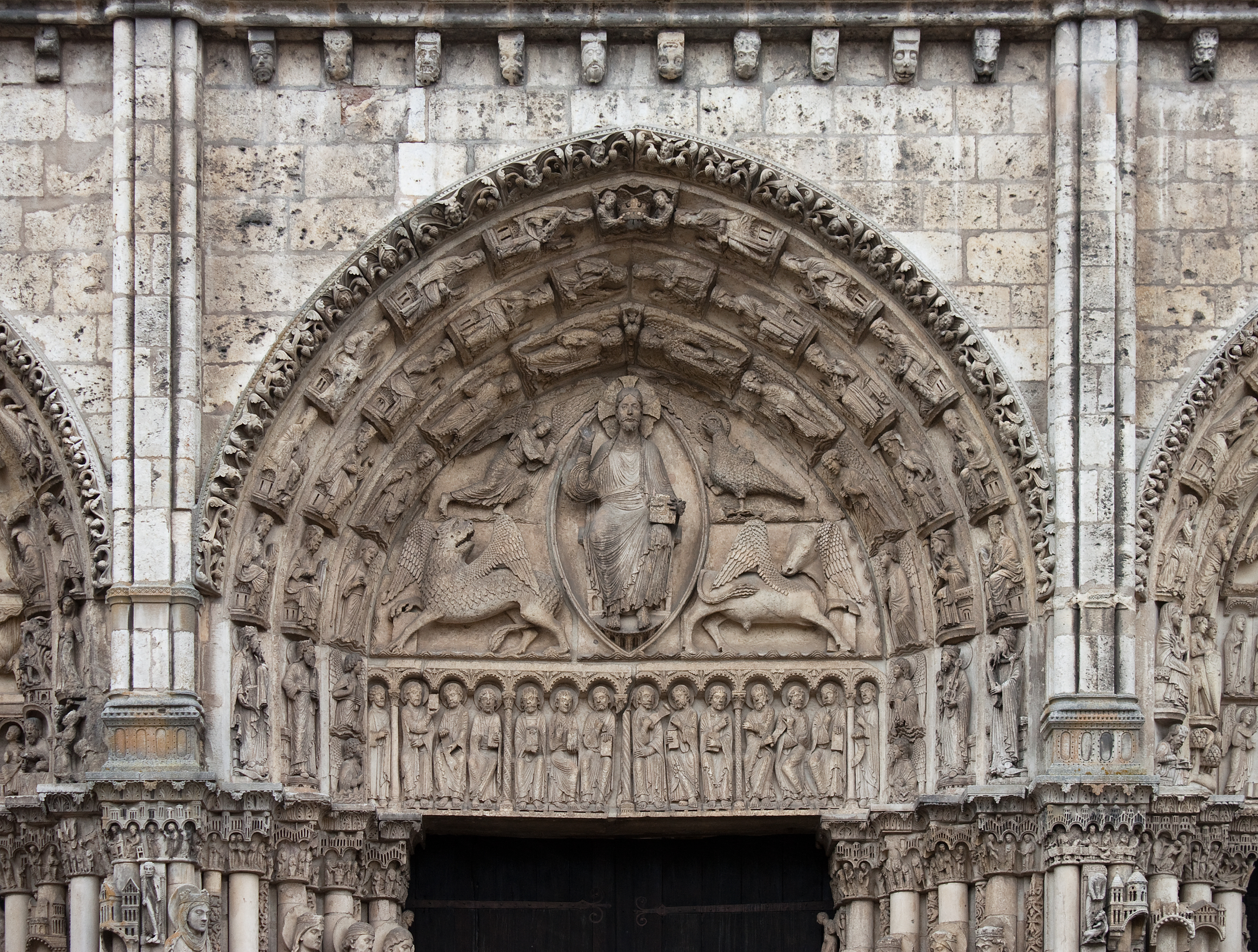
Chartres, Kathedrale, Königsportal, um 1150
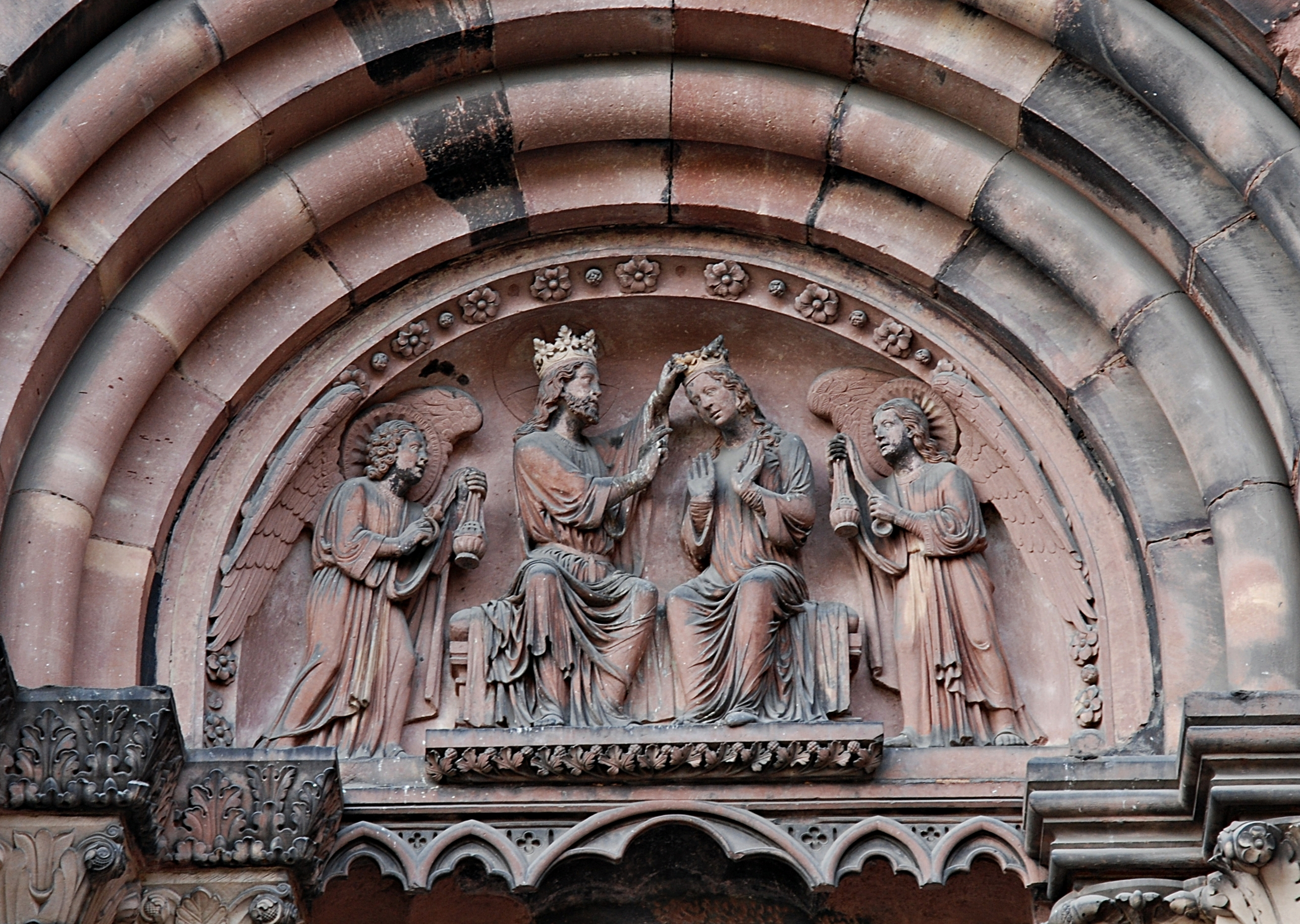
Straßburger Münster, Südportal, Marienkrönung, um 1220
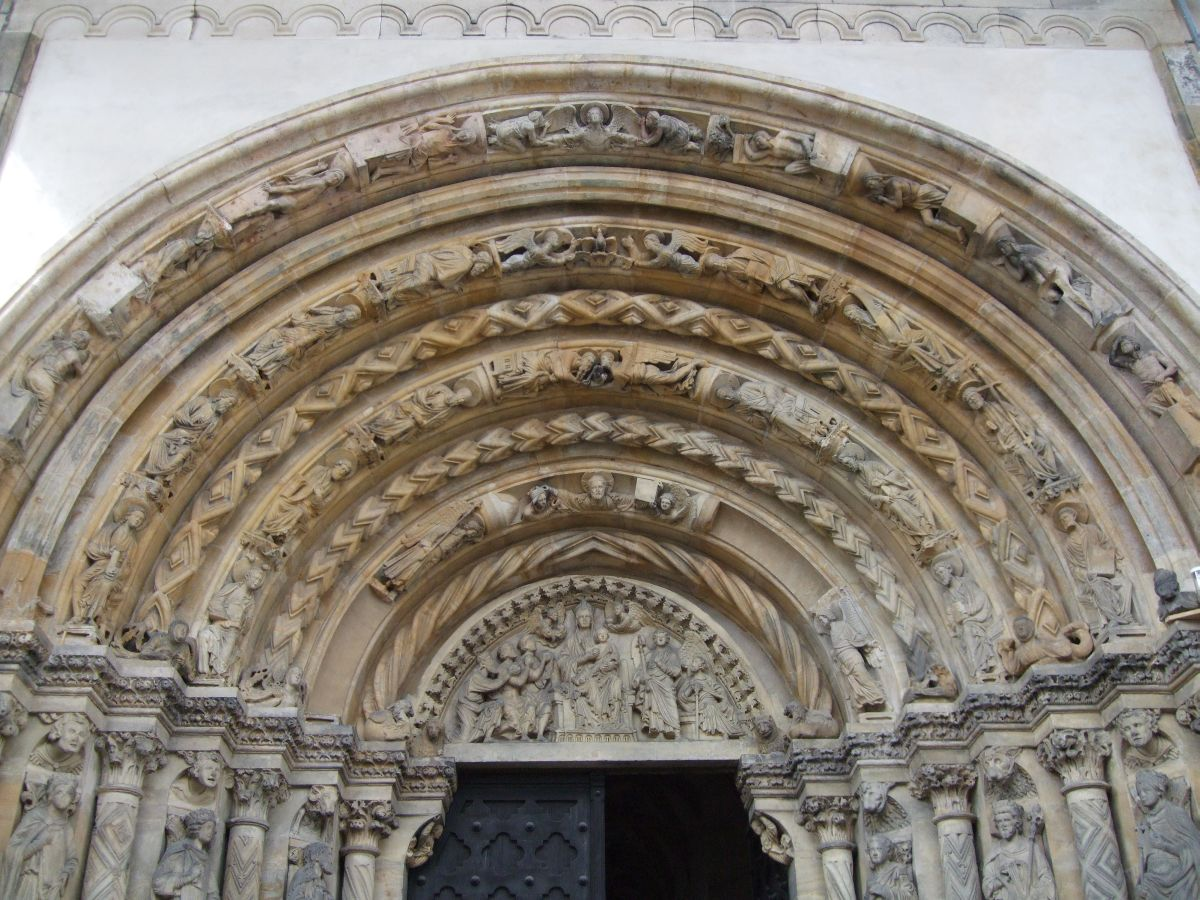
Freiberg, Goldene Pforte, um 1230
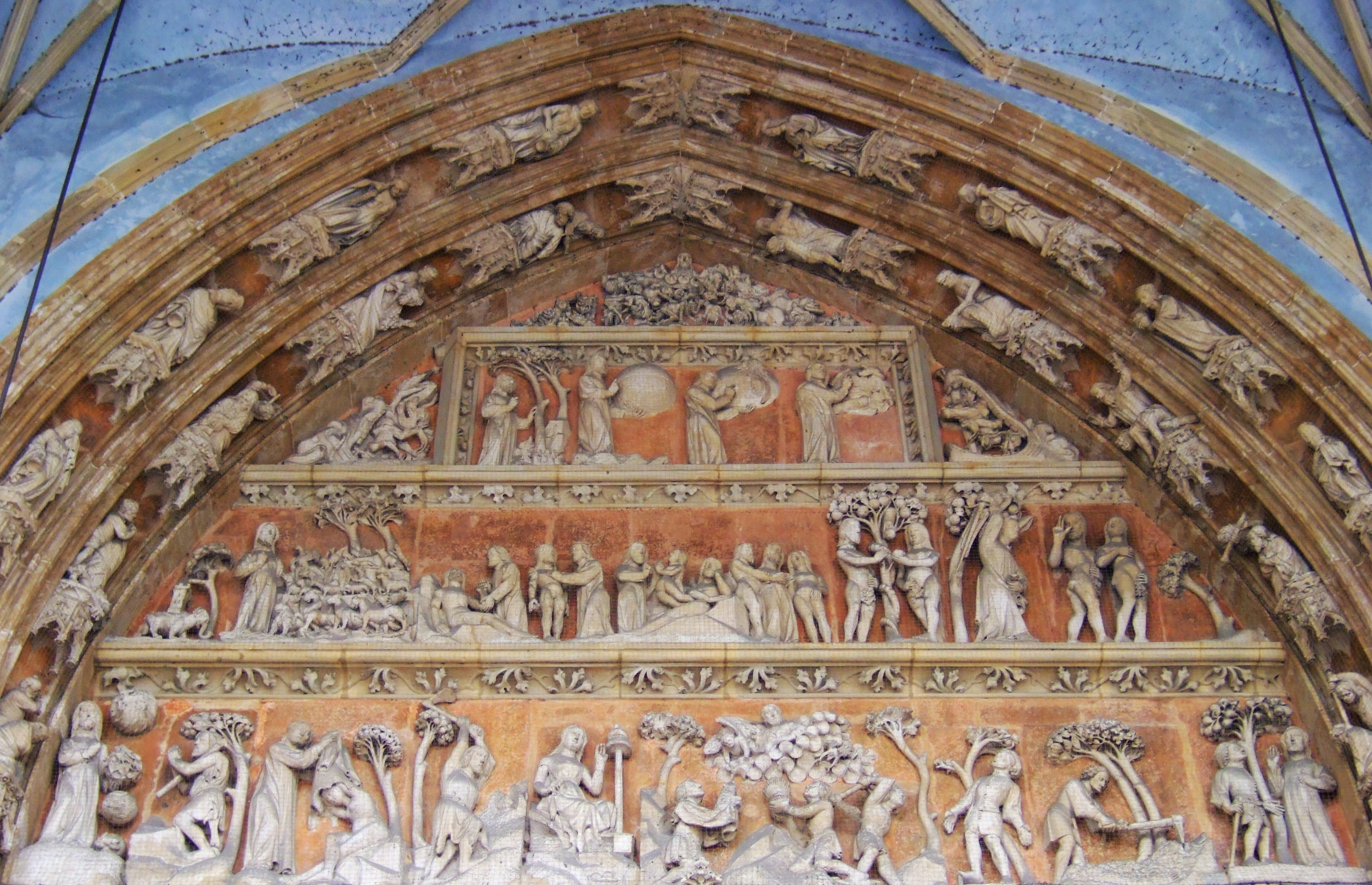
Ulmer Münster, Westportal, Schöpfungsgeschichte, um 1380

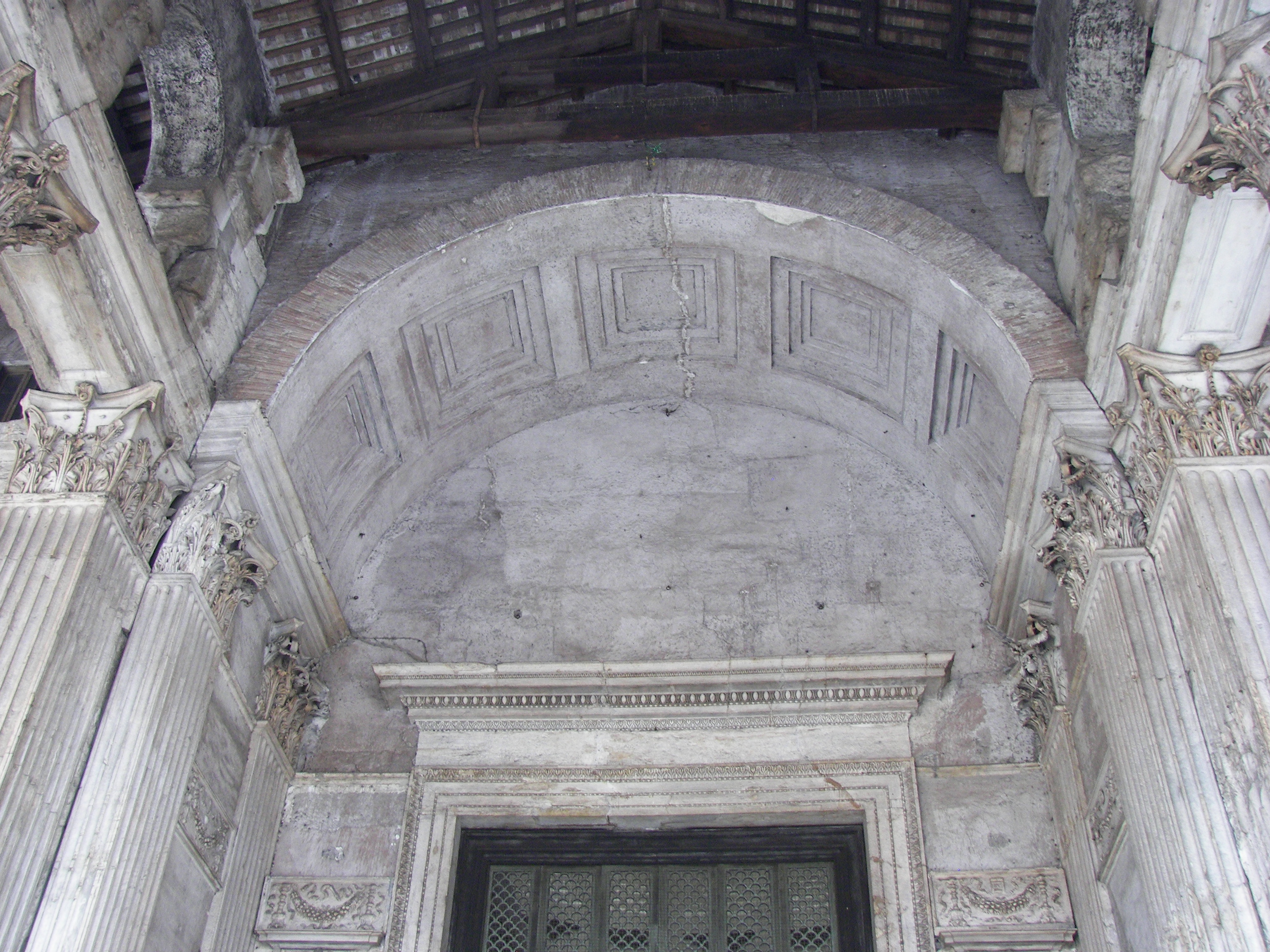
Pantheon in Rom, antikes Tympanonfeld über dem Eingang

## Sonstiges
Felder über Türen vor allem in der neuzeitlichen Baukunst seit der Renaissance werden als Supraporte bezeichnet.
- in Byzanz vermutlich schon im 4. und 5. Jahrhundert mit Mosaiken geschmückt,
- bei romanischen Kirchen in Frankreich manchmal sehr prächtig und reich an Szenen, in Deutschland zum Teil schmucklos (zum Beispiel bei norddeutschen Feldsteinkirchen)
- ab der Gotik – vor allem in Deutschland und Frankreich – reich mit Reliefs versehen; auch vollplastische Figuren kommen vor.

## Tympanon-Kunst in Thailand

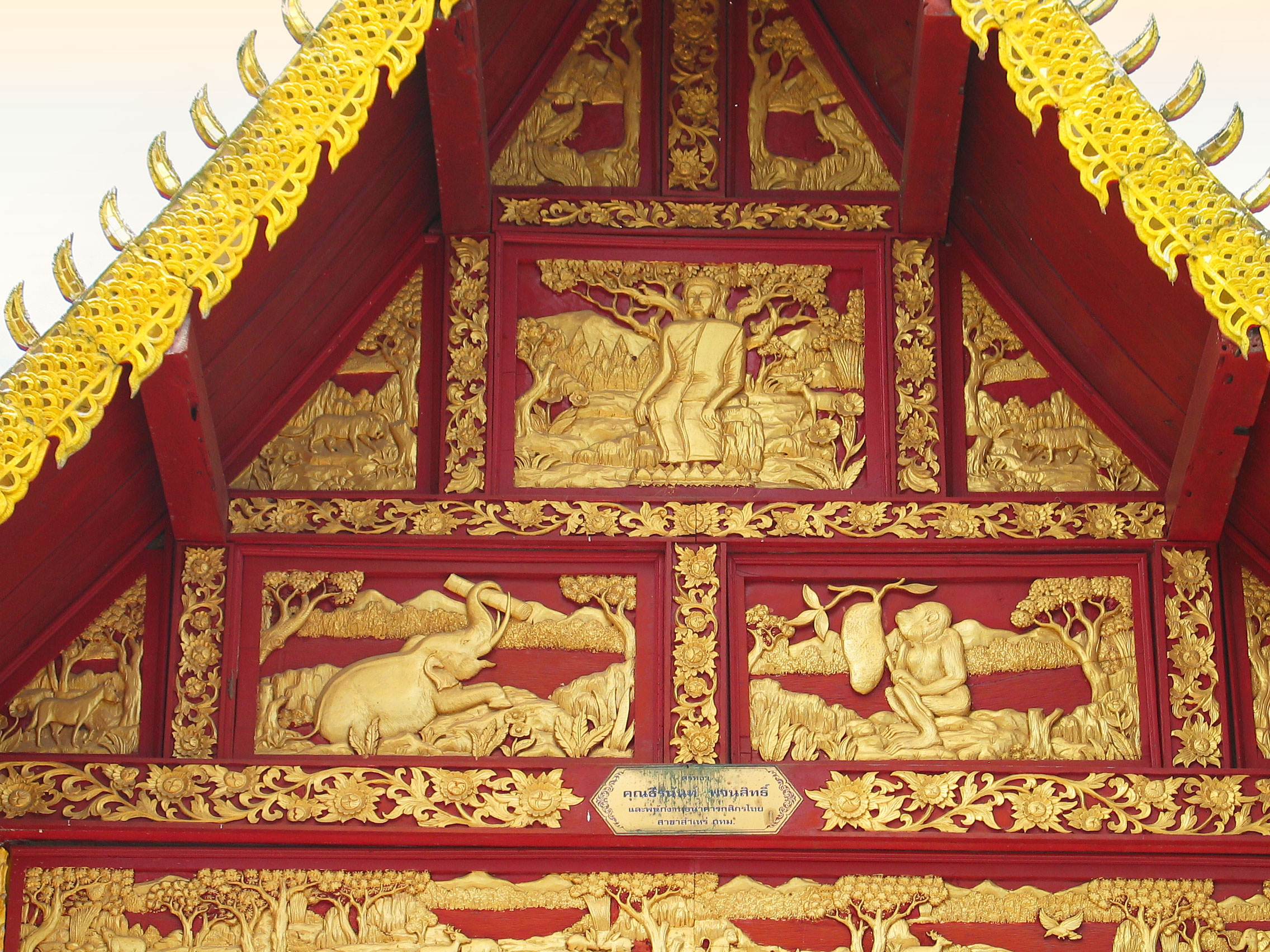
a) religiös: Szenen aus dem Leben des Buddha
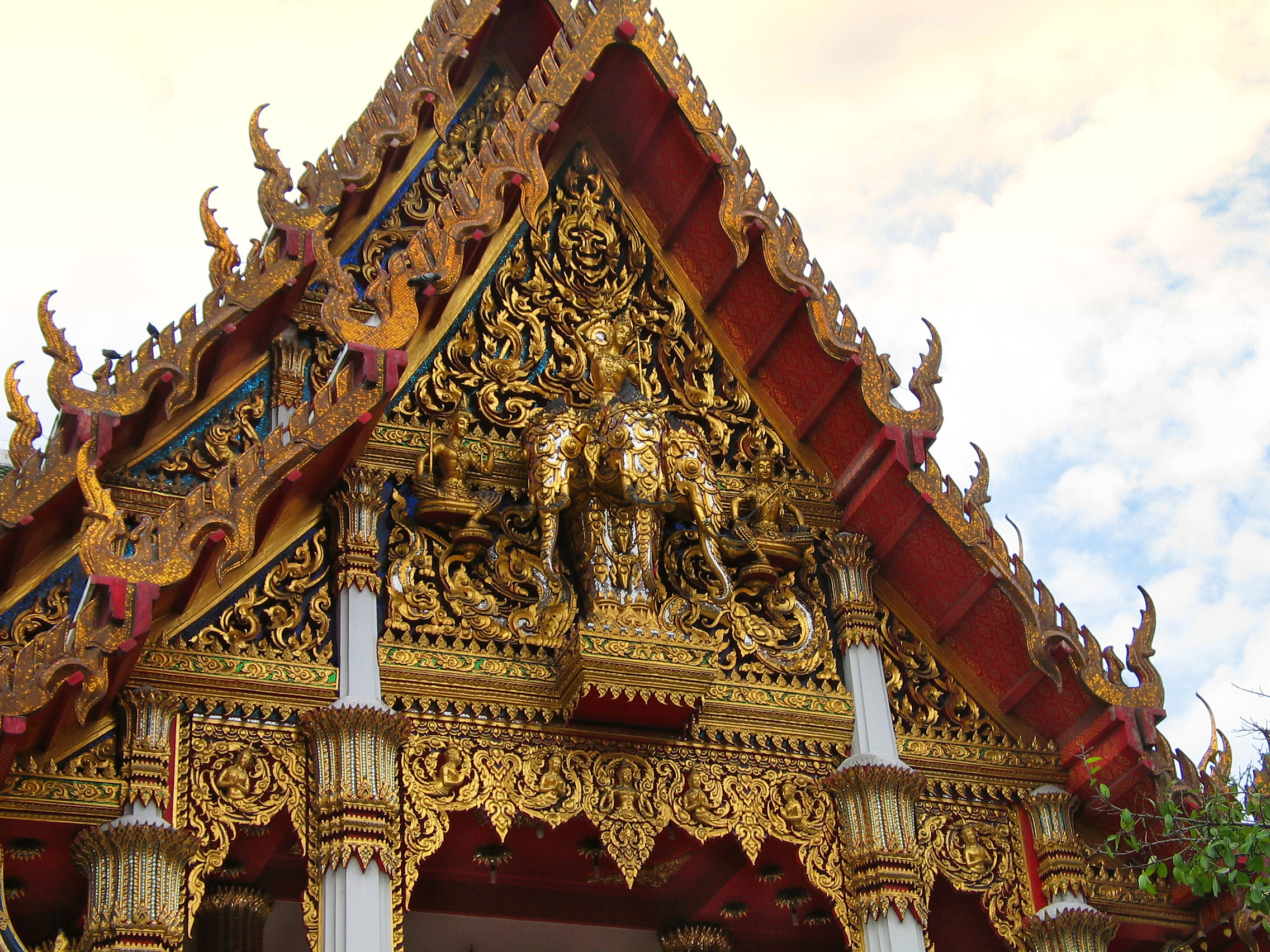
b) religiös: Hindu-Gott Indra auf seinem Reittier Erawan
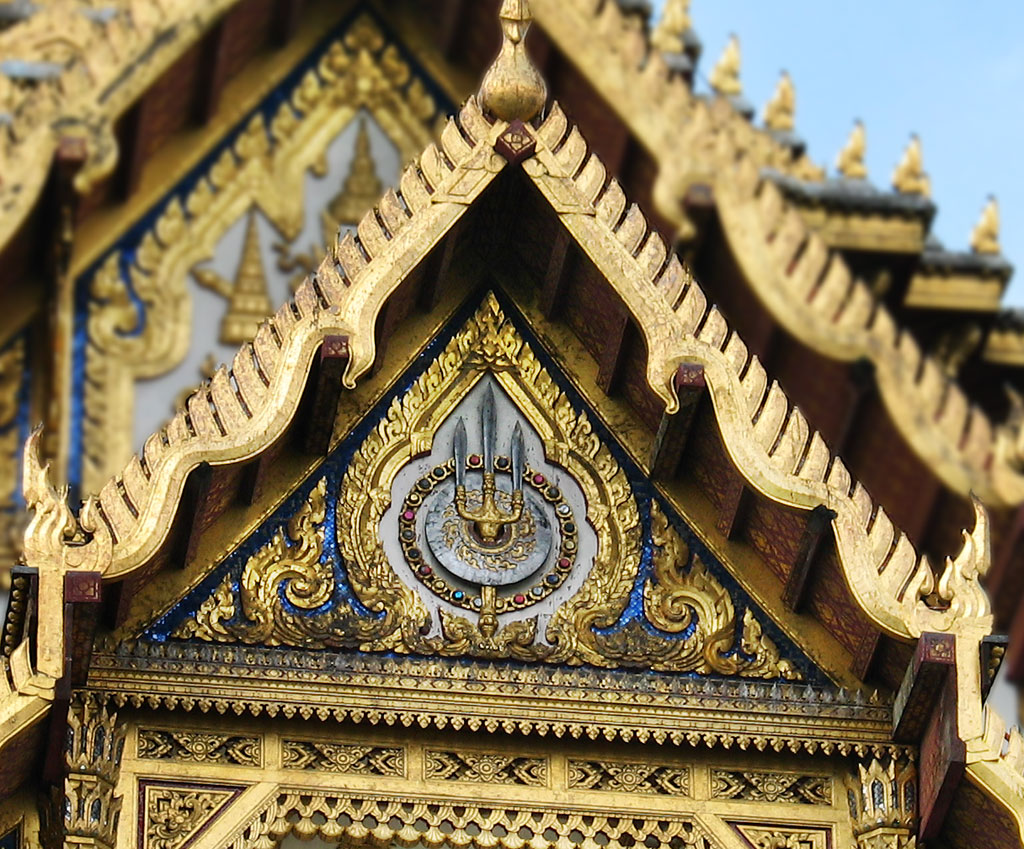
c) monarchische Symbolik: die herrschende Chakri-Dynastie, Königspalast Bangkok
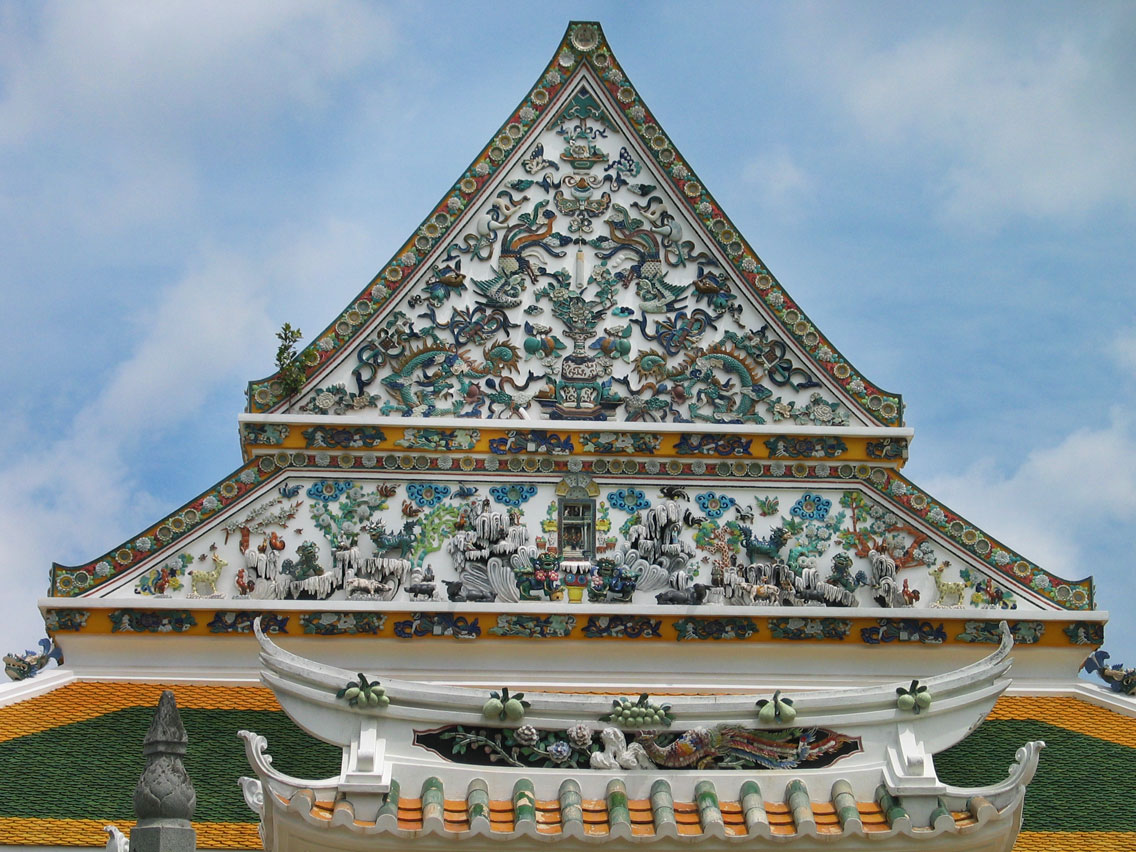
d) rein dekorativ: Wat Ratcha Orasaram, Bangkok